# Max McCormick
Max McCormick (* 1. Mai 1992 in De Pere, Wisconsin) ist ein US-amerikanischer Eishockeyspieler, der seit September 2021 bei den Seattle Kraken aus der National Hockey League (NHL) unter Vertrag steht und parallel für deren Farmteam, die Coachella Valley Firebirds, in der American Hockey League auf der Position des linken Flügelstürmers spielt.

## Karriere
Max McCormick spielte in seiner Jugend in regionalen High-School-Ligen seiner Heimat Wisconsin, bevor er 2010 im Entry Draft der United States Hockey League (USHL) an fünfter Position von den Sioux City Musketeers ausgewählt wurde. Für das Team erzielte der Angreifer 42 Scorerpunkte in 55 Spielen der Saison 2010/11 und wurde in der Folge auch im NHL Entry Draft 2011 an 171. Stelle von den Ottawa Senators berücksichtigt. Anschließend schrieb er sich an der Ohio State University ein und nahm in den folgenden drei Jahren mit deren Buckeyes am Spielbetrieb der Central Collegiate Hockey Association (CCHA) teil, einer Liga der National Collegiate Athletic Association (NCAA). Als Freshman wurde er dabei ins CCHA All-Rookie Team gewählt.
Im Mai 2014 unterzeichnete McCormick einen Einstiegsvertrag bei den Ottawa Senators und wurde vorerst erwartungsgemäß bei deren Farmteam, den Binghamton Senators, in der American Hockey League (AHL) eingesetzt. Im Oktober 2015 gab der US-Amerikaner sein Debüt für Ottawa in der National Hockey League (NHL), wechselt jedoch weiterhin regelmäßig zwischen NHL und AHL. Mit Beginn der Saison 2017/18 war er für das neue Farmteam aktiv, die Belleville Senators, während er in der NHL auf 30 Einsätze kam. Auch in der Spielzeit 2018/19 setzte sich das Pendeln zwischen dem NHL- und AHL-Kader fort, ehe er im Februar 2019 im Tausch für J. C. Beaudin zur Colorado Avalanche transferiert wurde. Dort kam er ausschließlich in der AHL bei den Colorado Eagles zum Einsatz.
Im Juli 2019 schloss sich der US-Amerikaner als Free Agent den Carolina Hurricanes an und unterzeichnete bei diesen zunächst einen Einjahresvertrag, der im darauffolgenden Sommer noch einmal um ein weiteres Jahr verlängert wurde. Zur Spielzeit 2021/22 wechselte McCormick abermals als Free Agent zu den neu gegründeten Seattle Kraken, bei denen er im September 2021 ebenfalls einen Einjahresvertrag unterschrieb.

## Erfolge und Auszeichnungen
- 2011 Teilnahme am USHL All-Star Game
- 2012 CCHA All-Rookie Team
- 2023 Teilnahme am AHL All-Star Classic
- 2023 AHL Second All-Star Team

## Karrierestatistik
Stand: Ende der Saison 2023/24
(Legende zur Spielerstatistik: Sp oder GP = absolvierte Spiele; T oder G = erzielte Tore; V oder A = erzielte Assists; Pkt oder Pts = erzielte Scorerpunkte; SM oder PIM = erhaltene Strafminuten; +/− = Plus/Minus-Bilanz; PP = erzielte Überzahltore; SH = erzielte Unterzahltore; GW = erzielte Siegtore; 1 Play-downs/Relegation; Kursiv: Statistik nicht vollständig)